# Лейк-Белведер-Истейтс
Лейк-Белведер-Истейтс (англ. Lake Belvedere Estates) — статистически обособленная местность, расположенная в округе Палм-Бич (штат Флорида, США) с населением в 1525 человек по статистическим данным переписи 2000 года.

## География
По данным Бюро переписи населения США статистически обособленная местность Лейк-Белведер-Истейтс имеет общую площадь в 1,55 квадратных километров, водных ресурсов в черте населённого пункта не имеется.
Статистически обособленная местность Лейк-Белведер-Истейтс расположена на высоте 5 м над уровнем моря.

## Демография
По данным переписи населения 2000 года в Лейк-Белведер-Истейтс проживало 1525 человек, 409 семей, насчитывалось 478 домашних хозяйств и 497 жилых домов. Средняя плотность населения составляла около 983,87 человек на один квадратный километр. Расовый состав населённого пункта распределился следующим образом: 65,70 % белых, 26,10 % — чёрных или афроамериканцев, 0,20 % — коренных американцев, 1,31 % — азиатов, 2,95 % — представителей смешанных рас, 3,74 % — других народностей. Испаноговорящие составили 14,43 % от всех жителей статистически обособленной местности.
Из 478 домашних хозяйств в 42,5 % воспитывали детей в возрасте до 18 лет, 64,0 % представляли собой совместно проживающие супружеские пары, в 15,3 % семей женщины проживали без мужей, 14,4 % не имели семей. 10,3 % от общего числа семей на момент переписи жили самостоятельно, при этом 2,3 % составили одинокие пожилые люди в возрасте 65 лет и старше. Средний размер домашнего хозяйства составил 3,19 человек, а средний размер семьи — 3,39 человек.
Население статистически обособленной местности по возрастному диапазону по данным переписи 2000 года распределилось следующим образом: 29,4 % — жители младше 18 лет, 8,3 % — между 18 и 24 годами, 31,1 % — от 25 до 44 лет, 24,9 % — от 45 до 64 лет и 6,4 % — в возрасте 65 лет и старше. Средний возраст жителей составил 35 лет. На каждые 100 женщин в Лейк-Белведер-Истейтс приходилось 102,0 мужчин, при этом на каждые сто женщин 18 лет и старше приходилось 94,1 мужчин также старше 18 лет.
Средний доход на одно домашнее хозяйство статистически обособленной местности составил 45 774 доллара США, а средний доход на одну семью — 45 577 долларов. При этом мужчины имели средний доход в 30 530 долларов США в год против 27 891 доллар среднегодового дохода у женщин. Доход на душу населения статистически обособленной местности составил 45 774 доллара в год. 12,3 % от всего числа семей в населённом пункте и 17,9 % от всей численности населения находилось на момент переписи населения за чертой бедности, при этом 32,3 % из них были моложе 18 лет и 5,6 % — в возрасте 65 лет и старше.